# Municipio de Bloomer (Míchigan)
El municipio de Bloomer (en inglés: Bloomer Township) es un municipio ubicado en el condado de Montcalm en el estado estadounidense de Míchigan. En el año 2010 tenía una población de 3904 habitantes y una densidad poblacional de 43,18 personas por km².

## Geografía
El municipio de Bloomer se encuentra ubicado en las coordenadas 43°9′38″N 84°53′52″O / 43.16056, -84.89778. Según la Oficina del Censo de los Estados Unidos, el municipio tiene una superficie total de 90.41 km², de la cual 90,06 km² corresponden a tierra firme y (0,39 %) 0,35 km² es agua.

## Demografía
Según el censo de 2010, había 3904 personas residiendo en el municipio de Bloomer. La densidad de población era de 43,18 hab./km². De los 3904 habitantes, el municipio de Bloomer estaba compuesto por el 66,57 % blancos, el 31,99 % eran afroamericanos, el 0,51 % eran amerindios, el 0,23 % eran asiáticos, el 0,2 % eran de otras razas y el 0,49 % eran de una mezcla de razas. Del total de la población el 1,61 % eran hispanos o latinos de cualquier raza.